# Christoph Schneider
Christoph "Doom" Schneider, född 11 maj 1966 i Östberlin i dåvarande Östtyskland, är trummis i den tyska metalgruppen Rammstein.
Efter skolan genomgick Schneider militärtjänst och en utbildning till telefontekniker. Hans musikaliska karriär började med trumpetspelande under skoltiden, och vid 14 års ålder fick han ett trumset. Han har spelat i olika independentband, bland annat Die Firma, där han träffade den blivande Rammstein-gitarristen Paul H. Landers, och Feeling B, där han lärde känna Christian "Flake" Lorenz, som nu spelar keyboard i Rammstein.

## Utrustning
I oktober 2008 gick Schneider över till det tyska trumfabrikatet Sonor, från att tidigare spelat på Tama Drums. Cymbalerna han använder är gjorda av kanadensiska Sabian, men tidigare använde han cymbaler gjorda av Meinl.
Slagverk (Sonor Delite Series):
- 22"x17,5" Bastrummor (x2)
- 10"x7" Hängpuka
- 12"8" Hängpuka
- 16"x16" Golvpuka
- 18"x16" Golvouka
- 14"6 Virveltrumma (Sonor Artist)
- 12"x5" Virveltrumma

Cymbaler (Sabian):
- 14" Paragon Hi-hat
- 12" HHX Evolution Splash
- 14" AAX X-Celerator Hats
- 22" HH Power Bell Ride
- 19" HHX X-Plosion Crash
- 18" HHX X-Plosion Crash
- 18" HHX X-Treme Crash
- 20" HHX X-Plosion Crash
- 19" AAX X-Plosion Crash
- 18" HHX Chinese
- 20" HHX Chinese
- 12" HHX Evolution Splash
- 10" HH China Kang Chinese
- 20" AAX X-Plosion Crash
- 18" HHX Evolution O-Zone Crash
- 18" APX O-Zone Crash
- 10" HHX Evolution Hats

Hardware (Sonor):
- Pedaler: Giant Step Series (x2)
- Stativ: 600 Series

Trumstockar:
- Vic Firth Christoph Schneider Signature

## Fotnoter
1. ↑  Tjeckiska nationalbibliotekets databas, NKC-ID: xx0173028, läst: 16 december 2022.[källa från Wikidata]
2. ↑  ”Christoph Schneider talks about kit changes”. musicradar.com. hämtdatum=30 maj 2020. http://www.musicradar.com/rhythm/christoph-schneider-talks-about-kit-changes-264896.